# Општина Свилајнац
Општина Свилајнац се налази у Поморавском округу и захвата површину од 362 . Према подацима са последњег пописа 2022. године у општини је живело 20.141 становник (према попису из 2011. било је 23.551 становника).

## Насељена места
Општина Свилајнац се састоји из двадесет једног сеоског насеља, односно села и једног градског насеља, општинског места.
- Бобово — 1081 (број становника према последњем попису из 2022 године)
- Бресје — 119
- Војска — 551
- Врлане — 144
- Гложане — 671
- Грабовац — 697
- Дубље — 896
- Дубница — 362
- Ђуринац — 171
- Купиновац — 242
- Кушиљево — 1975
- Луковица — 669
- Мачевац — 136
- Проштинац — 159
- Радошин — 407
- Роанда — 324
- Роћевац — 227
- Свилајнац — 8593
- Седларе — 503
- Суботица — 553
- Тропоње — 599
- Црквенац — 1062

## Галерија
- Црква Светог Николе
- Кружни ток код зграде општинске управе
- Парк европског пријатељства са спомен бистом Лазара Стојановића
- Културни центар
- Споменик Милосаву Здравковићу Ресавцу
- Улица Крива чаршија
- Споменик Стевану Синђелићу